# Valpiana
Valpiana est une frazione située sur la commune de Massa Marittima, province de Grosseto, en Toscane, Italie. Au moment du recensement de 2011 sa population était de 499 habitants.

## Géographie
Valpiana est située dans la vallée de Pecora, à mi-chemin entre les villes de Massa Marittima et Follonica, dans une zone plate entre les ruisseaux Ronna et Venelle. Le village est à environ 45 km de Grosseto.

## Histoire
Le hameau était un important centre sidérurgique au Moyen Âge. Le premier four de fusion a été installé dans la seconde moitié du XIVe siècle par Tollo degli Albizzeschi, le père de Bernardin.

## Monuments
- Église Cristo Re (XVIIIe siècle)
- Palais des Administrateurs des fours, construit en 1587
- Vestiges de l'ancienne forge de Valpiana